# Scotch Creek
Scotch Creek är ett vattendrag i Kanada.   Det ligger i provinsen British Columbia, i den södra delen av landet, 3 300 km väster om huvudstaden Ottawa.
I omgivningarna runt Scotch Creek växer i huvudsak barrskog. Runt Scotch Creek är det mycket glesbefolkat, med 2 invånare per kvadratkilometer.